# Convention des démocrates et des patriotes/Garap-Gui
La Convention des démocrates et des patriotes/Garap-Gui (CDP/Garap-Gui) est un ancien parti politique sénégalais.
Son secrétaire général était Iba Der Thiam, professeur d'université.

## Histoire
Le parti est officiellement créé le 13 juillet 1992.
Il participe aux élections législatives de 1998 et obtient un siège à l'Assemblée nationale.
Lors des élections législatives de 2001, il fait partie de la coalition Sopi qui recueille 931 617 voix, soit 49,6 %, et obtient 89 sièges sur les 120 que compte alors l'Assemblée nationale.
Dans l'intervalle la CDP/Garap-Gui a fusionné avec le Parti démocratique sénégalais (PDS).

## Orientation
Ses objectifs déclarés étaient de « faire du Sénégal, une nation de "Gors"[Quoi ?], une nation forte et soudée, une nation moderne et prospère, une nation pluriconfessionnelle et tolérante à l'égard de toutes les religions, une nation d'honneur et de dignité, une nation d'équilibre, de mesure et de sagesse ».

## Symboles
Sa couleur est l'orange. Son drapeau est orange, avec deux bras se serrant la main au milieu de deux rameaux tressés en couronne.

## Organisation
Son siège se trouve à Dakar.

## Publications
- Élections municipales du 24 novembre 1996 : contrat municipal des candidats de la CDP/GARAB-GI, Convention des Démocrates et des Patriotes CDP/GARAB-GI, Dakar, 2000?, 13 p.